# Armando Romero Manríquez
Armando Romero Manríquez (27 de octubre de 1960 - 24 de diciembre de 2020) fue un jugador de fútbol mexicano, campeón y capitán de Cruz Azul en la década de los ochenta, en el cual alineó 352 partidos, siendo el noveno  jugador con más partidos disputados en la institución.

## Biografía
Romero nació el 27 de octubre de 1960 en el Distrito Federal y debutó en el futbol profesional con los Tiburones Rojos de Veracruz. Luego de su participación en el mundial juvenil, en 1979 llega a Cruz Azul, donde vivió los mejores años de su carrera, pero no se afianzaría con el primer equipo sino hasta un año después. Portando el número ‘7’, fue un mediocampista de mucha calidad que, además de generar juego, se caracterizaba por ser un gran recuperador de balones. Uno de los momentos más recordados en su carrera fue el gol que le marcó con un potente disparo de larga distancia a Héctor Miguel Zelada, histórico guardameta del América, durante un Clásico Joven.
Romero también militó en otros equipos como Toluca, Cobras de Ciudad Juárez, Correcaminos, Marte Morelos, y se retiró con el Zacatepec en 1996. Tras su salida de las canchas, el mediocampista continuó un tiempo con su carrera alrededor del fútbol, pues fue auxiliar técnico de diversos equipos de divisiones inferiores, entre ellos los Colibríes de Morelos, los equipos filiales de Cruz Azul en los estados de Oaxaca e Hidalgo, además de Leopardos FC y el Celaya. También fue masajista en Cruz Azul Hidalgo en la temporada 2011-12.

## Selección nacional
Jugó con la selección de México que participó en el Mundial Juvenil de Japón 1979, jugando contra la selección anfitriona y España. Con el equipo nacional mayor disputó 5 encuentros entre 1984 y 1987, entrando de cambio en 2 de dichos encuentros.

## Fallecimiento
Armando Romero Manríquez falleció el 24 de diciembre de 2020 víctima de padecer el COVID-19, a los sesenta años.

## Clubes
| Club          | País   | Año       |
| ------------- | ------ | --------- |
| Veracruz      | México | 1977-1978 |
| Cruz Azul     | México | 1979-1990 |
| Toluca        | México | 1990-1992 |
| Cobras        | México | 1992-1993 |
| Correcaminos  | México | 1993-1994 |
| Marte Morelos | México | 1994-1995 |
| Zacatepec     | México | 1995-1996 |

## Palmarés

### Campeonatos nacionales
| Título           | Equipo    | País   | Año     |
| ---------------- | --------- | ------ | ------- |
| Primera División | Cruz Azul | México | 1979-80 |

### Distinciones individuales
| Distinción                    | Año  |
| ----------------------------- | ---- |
| Salón de la Fama de Cruz Azul | 2005 |